# Pachacámac (tempel)

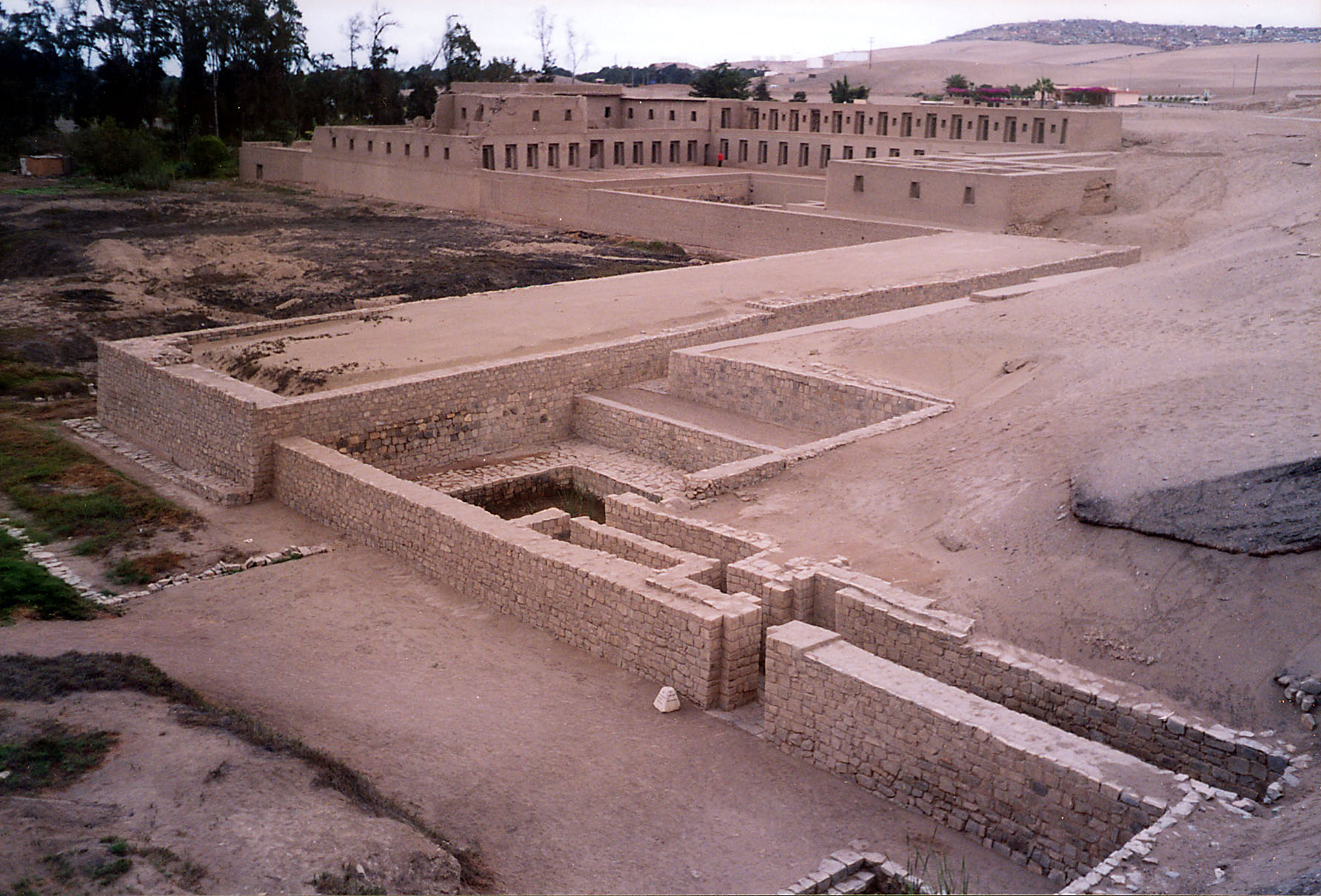
Huset för Solens jungfrur (Mamacona).

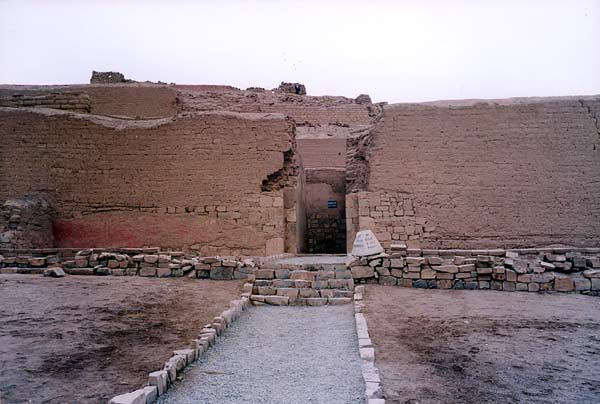
Solens tempel.

Pachacámac är ett tempel från tiden före inkariket. Templet Pachacámac ligger cirka 30 km söder om huvudstaden Lima i Peru, i Lurínflodens dalgång. Det räknades i inkariket som det viktigaste templet efter Solens tempel i Cusco och var tillägnat skaparguden Pachacámac. Inkafolket vallfärdade till Pachacámac, som var känt för sitt orakel. Pachacámac var för inkafolket vad Delfi var för grekerna. Intill templet låg staden Pachacámac, som var välmående tack vare alla offergåvor till templet.

## Historik
Den förste europé som kom till Pachacámac var Hernando Pizarro (bror till Francisco Pizarro). Hernando Pizarro hade i början av 1533 begivit sig söderut från Cajamarca för att, på inrådan av den tillfångatagna inkan Atahualpa, försöka lägga beslag på de guldskatter som prästerna i templet hade samlat ihop. Atahualpa var intresserad av att så snart han kunde få ihop den lösen han tvingades erlägga till spanjorerna för att bli frisläppt. (Lösen blev sedermera insamlad men i stället för att släppas fri blev inkahövdingen bedrägligen avrättad).
Hernando Pizarro anlände i februari 1533 till Pachacámac och tvingade sig mot prästernas vilja in i templet. I samma ögonblick inträffade en jordbävning och indianerna väntade sig att guden Pachacámac skulle hämnas, men inget sådant hände. På toppen av templet fanns ett litet mörkt rum som var offerplats. Där trängde spanjorerna in. Man hittade bara enstaka guldrester och några smaragder och stället var fyllt av en vidrig stank. Spanjorerna rev ned en avgudabild och renade platsen. I stället för avgudabilden uppfördes ett kors.
Spanjorerna använde senare stenarna i templen till sina egna byggnadsverk och templet förföll.
De första byggnaderna härstammar från tiden före inkariket. Solens tempel byggdes sannolikt av arbetare från kusten, men med hjälp av byggkunniga präster från Cusco.
De mest kända byggnaderna är (resterna av) Solens tempel (Templo del Sol), Månens tempel (Templo de la Luna), Huset för solens jungfrur (Mamacona).

## Arkeologiskt område
Det arkeologiska området omfattar cirka 4 kvadratkilometer. Museet ligger vid entrén och visar delar av de fynd som gjorts på platsen. Delar av området (till exempel Mamacona) får endast besökas i sällskap med guide.
Geografiskt sett ligger det arkeologiska området inte i Pachacámacdistriktet utan i Luríndalen (Lurín) väster om Lurínfloden, söder om den gamla huvudvägen Panamericana Sur och norr om den nya motorvägen Carretera Panamericana Sur. Bostadsområden i närheten har på senare år börjat närma sig det arkeologiska området.